# Іст-Марлборо Тауншип (округ Честер, Пенсільванія)
Іст-Марлборо Тауншип (англ. East Marlborough Township) — селище (англ. township) в США, в окрузі Честер штату Пенсільванія. Населення — 7306 осіб (2020).

## Демографія
Згідно з переписом 2010 року, у селищі мешкало 7026 осіб у 2546 домогосподарствах у складі 2030 родин. Було 2667 помешкань
Расовий склад населення:
| - 92,5 % — білих - 3,6 % — азіатів - 1,4 % — чорних або афроамериканців - 0,2 % — корінних американців - 0,1 % — вихідців з тихоокеанських островів - 1,0 % — осіб інших рас |

До двох чи більше рас належало 1,3 %. Частка іспаномовних становила 4,6 % від усіх жителів.
За віковим діапазоном населення розподілялося таким чином: 24,4 % — особи молодші 18 років, 61,8 % — особи у віці 18—64 років, 13,8 % — особи у віці 65 років та старші. Медіана віку мешканця становила 44,7 року. На 100 осіб жіночої статі у селищі припадало 99,0 чоловіків;  на 100 жінок у віці від 18 років та старших — 97,8 чоловіків також старших 18 років.
Середній дохід на одне домашнє господарство  становив 133 282 долари США (медіана — 104 776), а середній дохід на одну сім'ю — 147 662 долари (медіана — 113 643). Медіана доходів становила 85 179 доларів для чоловіків та 62 266 доларів для жінок. За межею бідності перебувало 1,8 % осіб, у тому числі 0,9 % дітей у віці до 18 років та 2,8 % осіб у віці 65 років та старших.
Цивільне працевлаштоване населення становило 3889 осіб. Основні галузі зайнятості: освіта, охорона здоров'я та соціальна допомога — 22,6 %, науковці, спеціалісти, менеджери — 16,4 %, виробництво — 13,3 %, фінанси, страхування та нерухомість — 12,4 %.